# Streptocaulon
Streptocaulon es un género perteneciente a la familia de las apocináceas con 22 especies de plantas fanerógamas. Es originario de Asia donde se encuentra en China, India, Indonesia, Birmania, Filipinas, Singapur en loa boaques en alturas de 0–1,000 metros.

## Descripción
Son arbustos y lianas, de 8 m de alto; sus órganos subterráneos lo constituyen un patrón leñoso. Las hojas son pecioladas o subsésiles; herbáceas, coriáceas o de papel, de 3-20 cm de largo y 3-10 cm de ancho, anchamente elípticas, ovales u obovadas, basalmente redondeadas o cuneadas, el ápice agudo o acuminado, pubescentes; con la línea interpetiolar.
Las inflorescencias son axilares o terminales, con 4-8-flores, simples, laxas, pedunculadas a subsésiles, los pedicelos obsoletos.

## Especies
| - Streptocaulon abyssinicum - Streptocaulon albicans - Streptocaulon baumii - Streptocaulon calophyllum - Streptocaulon chinense - Streptocaulon cochinchinense - Streptocaulon corymbosum - Streptocaulon cumingii - Streptocaulon divaricatum - Streptocaulon extensum - Streptocaulon griffithii | - Streptocaulon hamiltonii - Streptocaulon horsfieldii - Streptocaulon juventas - Streptocaulon kleinii - Streptocaulon mauritianum - Streptocaulon obtusum - Streptocaulon parviflorum - Streptocaulon sylvestre - Streptocaulon tomentosum - Streptocaulon virgatum - Streptocaulon wallichii |